# Aprionus pommeranicus
Aprionus pommeranicus är en tvåvingeart som beskrevs av Jaschhof och Boris Mamaev 1997. Aprionus pommeranicus ingår i släktet Aprionus och familjen gallmyggor. Inga underarter finns listade i Catalogue of Life.